# 熊倉重春
熊倉 重春（くまくら しげはる、1946年 - ）は、日本の自動車評論家、モータースポーツ解説者。1989年から1995年まで、自動車雑誌『カーグラフィック（CG）』（二玄社）編集長。

## 来歴
東京都出身。専修大学卒業。1969年から自動車雑誌「カーグラフィック」編集部に在籍する。1988年から同誌編集長を務めた後、1995年に独立してフリーランスの自動車評論家となった。

### 自動車評論
1970年に二玄社に入社し、スポーツエディターとしてモータースポーツの取材の中心に活動を行う。1989年から1995年にかけて、CGの二代目編集長を務めた。現在も『Web CG』などでの執筆を行っている。

### F1ジャーナリスト
日本でF1専門雑誌が生まれる以前から、F1の報道を行ってきていたCG誌においてF1記事を担当していた。ナイジェル・マンセル自伝など訳書も手がける。
1994年より、フジテレビが放送権を得た全日本F3000選手権の解説に抜擢された。1995年にそれまでF1中継の解説を担当していた今宮純が、全日本F3000選手権の解説に異動したのを受けて、フジテレビF1中継（F1グランプリ）の解説者となった。翌1996年、今宮がF1解説に復帰したことに伴い、熊倉はフォーミュラ・ニッポン（この年に全日本F3000から名称変更）の解説者に戻った。
2003年より、CS放送（フジテレビ721→フジテレビNEXT）での中継を独自に行うため、フジテレビ721放送分の解説者に就任し、主に東京のスタジオからの解説を担当していた。

## レース戦績

### 全日本ツーリングカー選手権
| 年     | チーム             | 使用車両         | クラス | 1   | 2     | 3     | 4      | 5 | 順位 | ポイント |
| ------ | ------------------ | ---------------- | ------ | --- | ----- | ----- | ------ | - | ---- | -------- |
| 1985年 |                    | ホンダ・シビック | DIV.1  | SUG | TSU 7 |       |        |   |      |          |
| 1985年 | 日産・スカイライン | DIV.2            |        |     | NIS   | SUZ 3 |        |   |      |          |
| 1985年 | ホンダ・シビック   | DIV.1            |        |     |       |       | FSW 13 |   |      |          |

## 出演
- 20世紀の名車たち（MONDO21）